# قرقاول کاکل‌دار
قرقاول کاکل‌دار (نام علمی: Pucrasia macrolopha) یک گونه از gamebird است که وابسته نزدیک به سیاه‌خروس است که در دورهٔ میوسن زندگی می‌کرد. آنها از فاصله دور به قرقاول‌ها و نزدیک‌ترین همبستگی با سیاه‌خروس و بوقلمون را دارد. قرقاول کاکل‌دار تنها گونه از سردهٔ تک‌نماد Pucrasia و تبار قرقاول‌کاکلی‌تباران (Pucrasiini) است. هر دو کلمه koklass و pucrasia از نظر انوماتوپتیکی از فراخوان قلمروخواهی پرنده گرفته شده‌اند. قرقاول‌های کاکل‌دار گونه‌های سازگار به جنگل هستند که به سه گروه گونه‌ای مجزا تقسیم می‌شوند. آنها یکی از معدود پرندگان شکارشونده هستند که مرتباً در سراشیبی پرواز می‌کنند و می‌توانند چندین مایل پرواز پایدار داشته باشند. آنها یکجانشین هستند و تمایل کمی به چندشوهری اجتماعی دارند. هر دو والدین جوجه‌ها را پرورش می‌دهند. قرقاول‌های کاکل‌دار عمدتاً در طول سال گیاهخوار هستند و از دانه کاج، جوانه‌های کاج، شاخه‌های بامبو و دانه‌ها استفاده می‌کنند. آنها در ماه‌های گرم‌تر که مصادف با آشیانه‌سازی و پرورش جوجه است، بسیار حشره‌خوار هستند. در طول این مرحله از چرخه زندگی، آنها تقریباً به‌طور انحصاری روی مورچه‌ها تغذیه می‌کنند، اما به‌طور مستند از شاتون، گرده و میوه نیز استفاده می‌کنند.

## زیرگونه‌ها
قرقاول کاکل‌دار یک گونه چندریختی است که تاکنون نُه زیرگونه شناخته شده‌است.
1. قرقاول کاکل‌دار هندی (P. m. macrolopha)،
2. قرقاول کاکل‌دار غربی (P. m. castanea)،
3. قرقاول کاکل‌دار کشمیری (P. m. biddulphi)
4. قرقاول کاکل‌دار نپالی (P. m. nipalensis)،
5. قرقاول کاکل‌دار مایر (P. m. meyeri)
6. قرقاول کاکل‌دار یقه‌نارنجی (P. m. ruficollis)،
7. قرقاول کاکل‌دار یقه‌زرد (P. m. xanthospila)،
8. قرقاول کاکل‌دار جورت (P. m. jorentiana) و
9. قرقاول کاکل‌دار داروین (P. m. darwini).

## نگارخانه

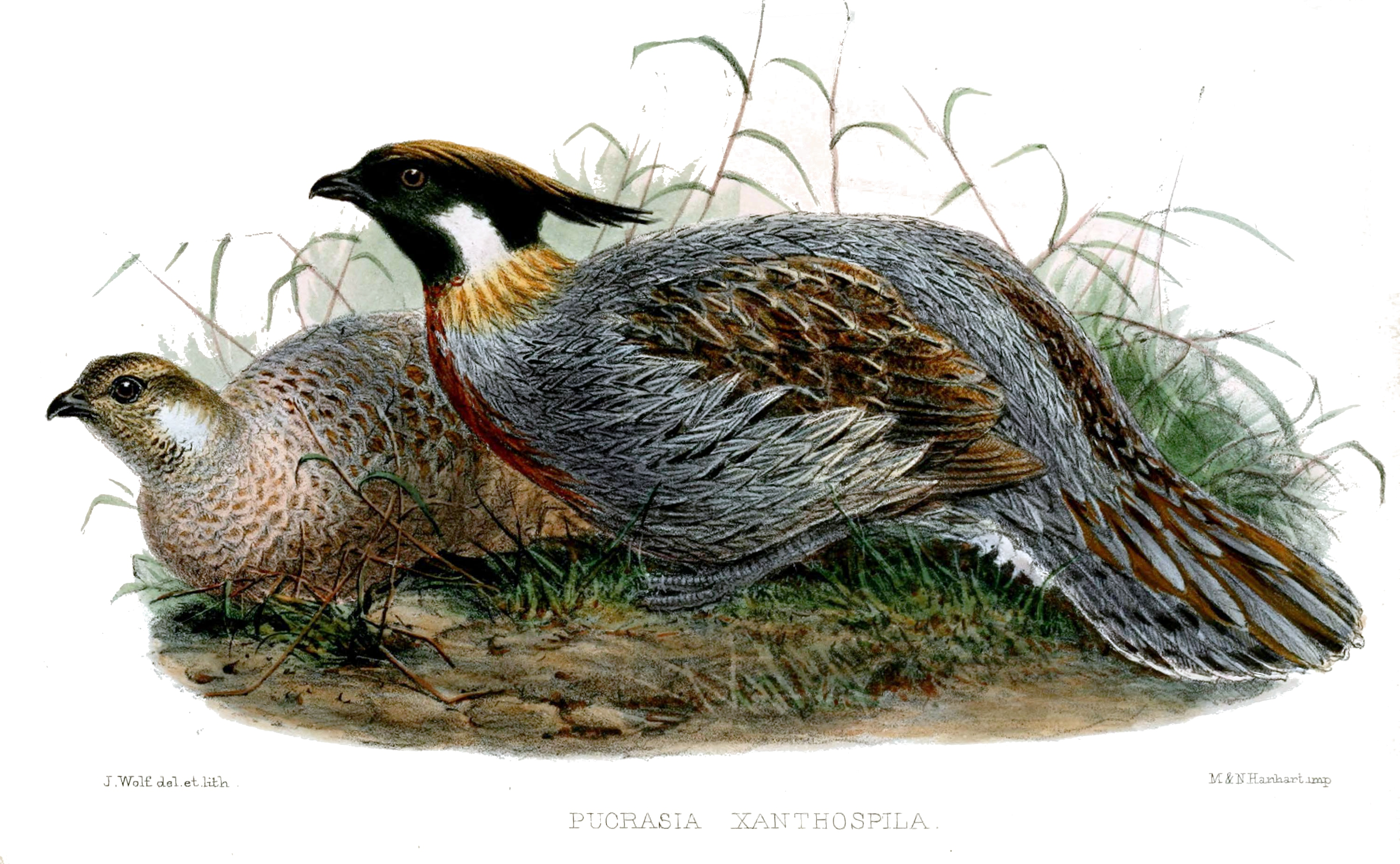
زیرگونهٔ P. m. xanthospila
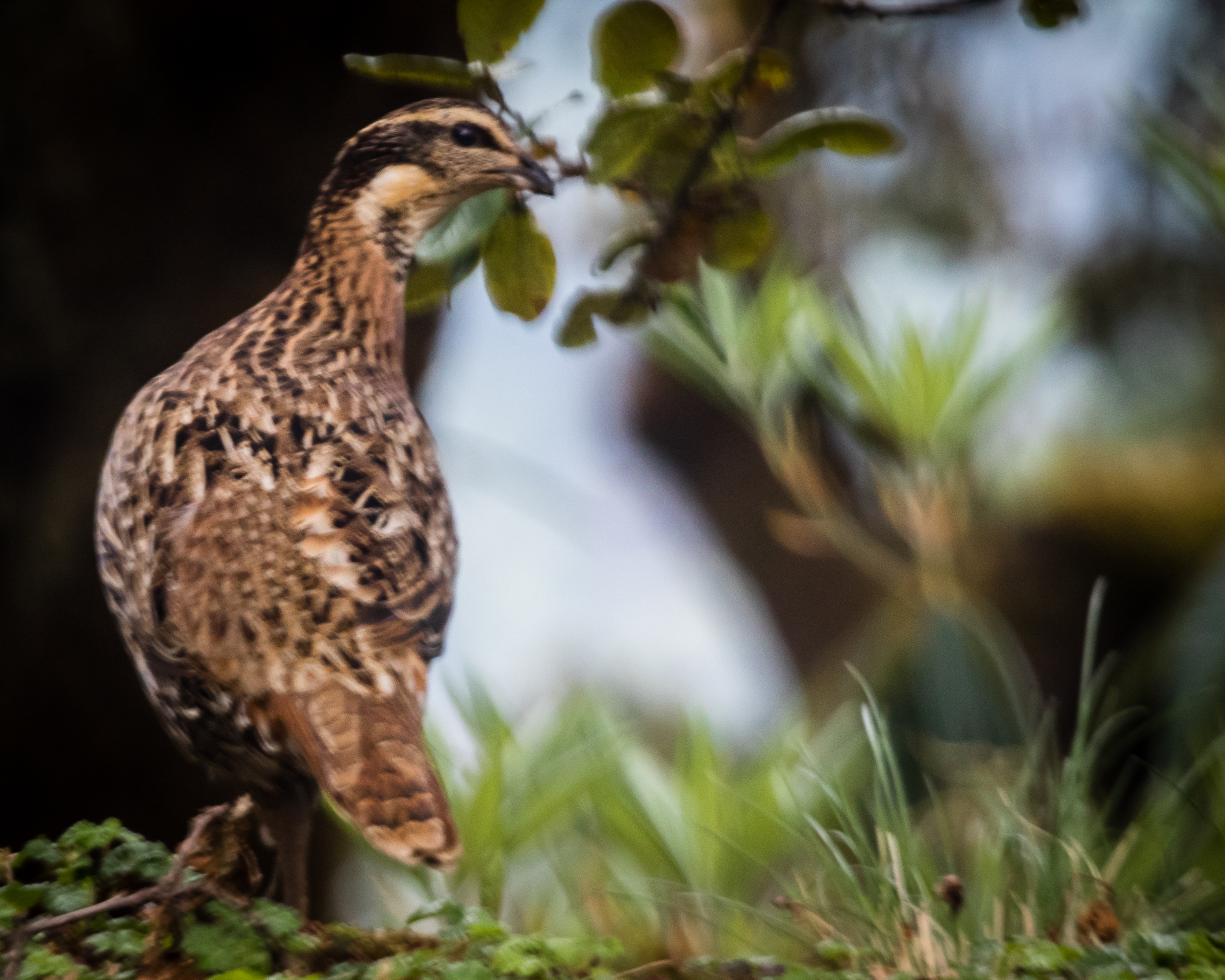
مادهٔ قرقاول کاکل‌دار (Pucrasia macrolopha)
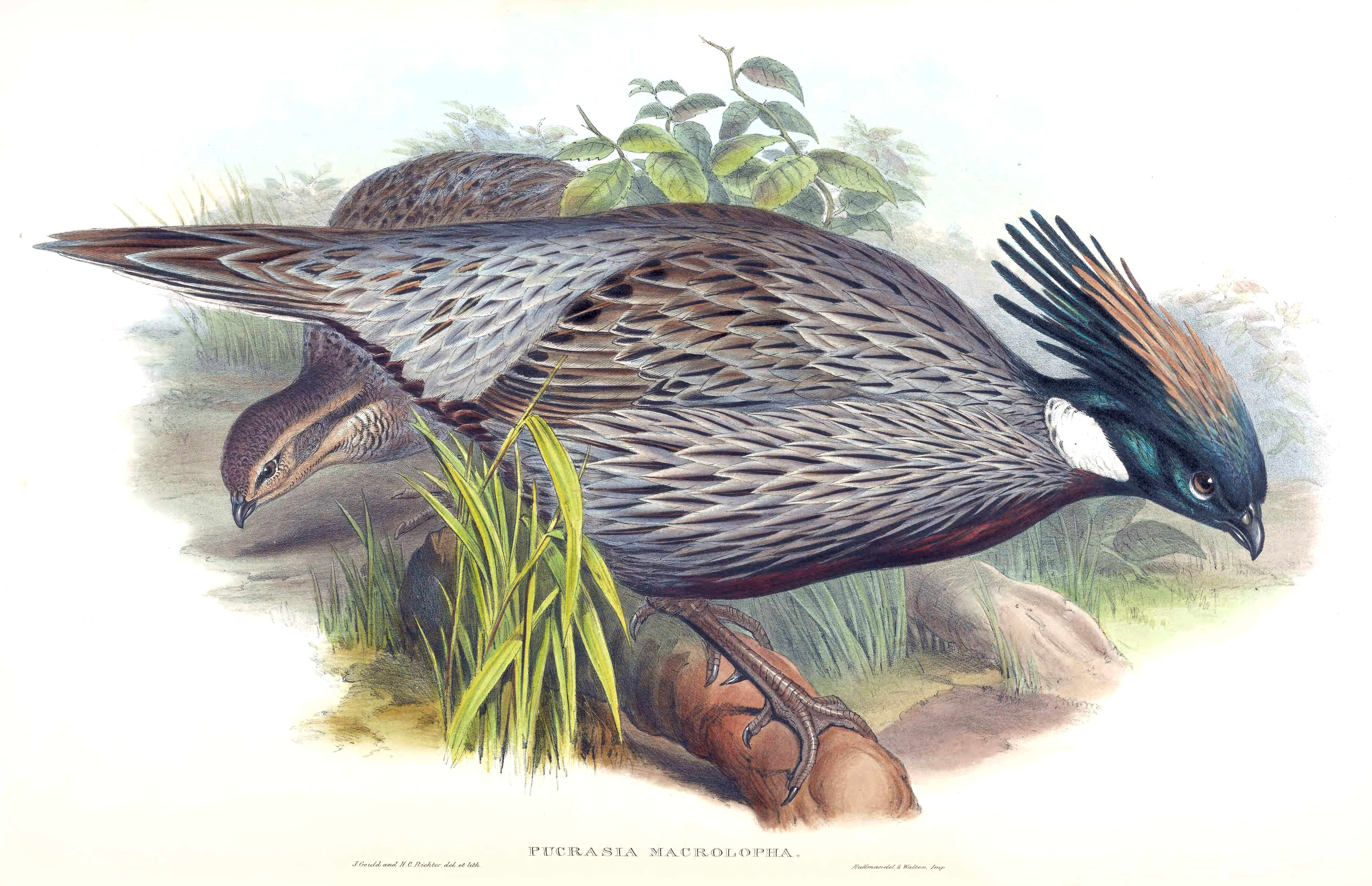
قرقاول کاکل‌دار
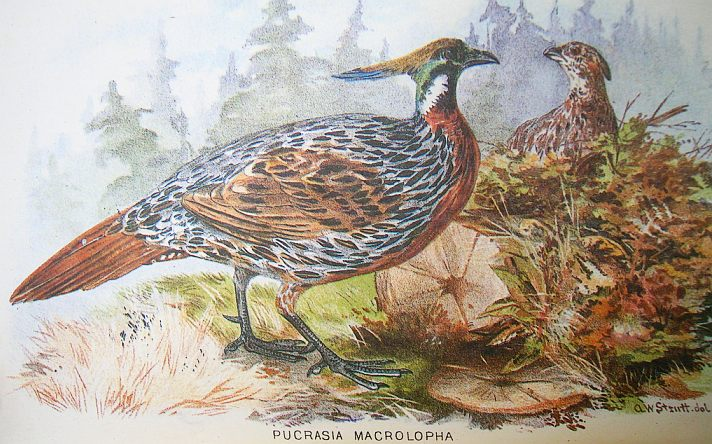
قرقاول کاکل‌دار
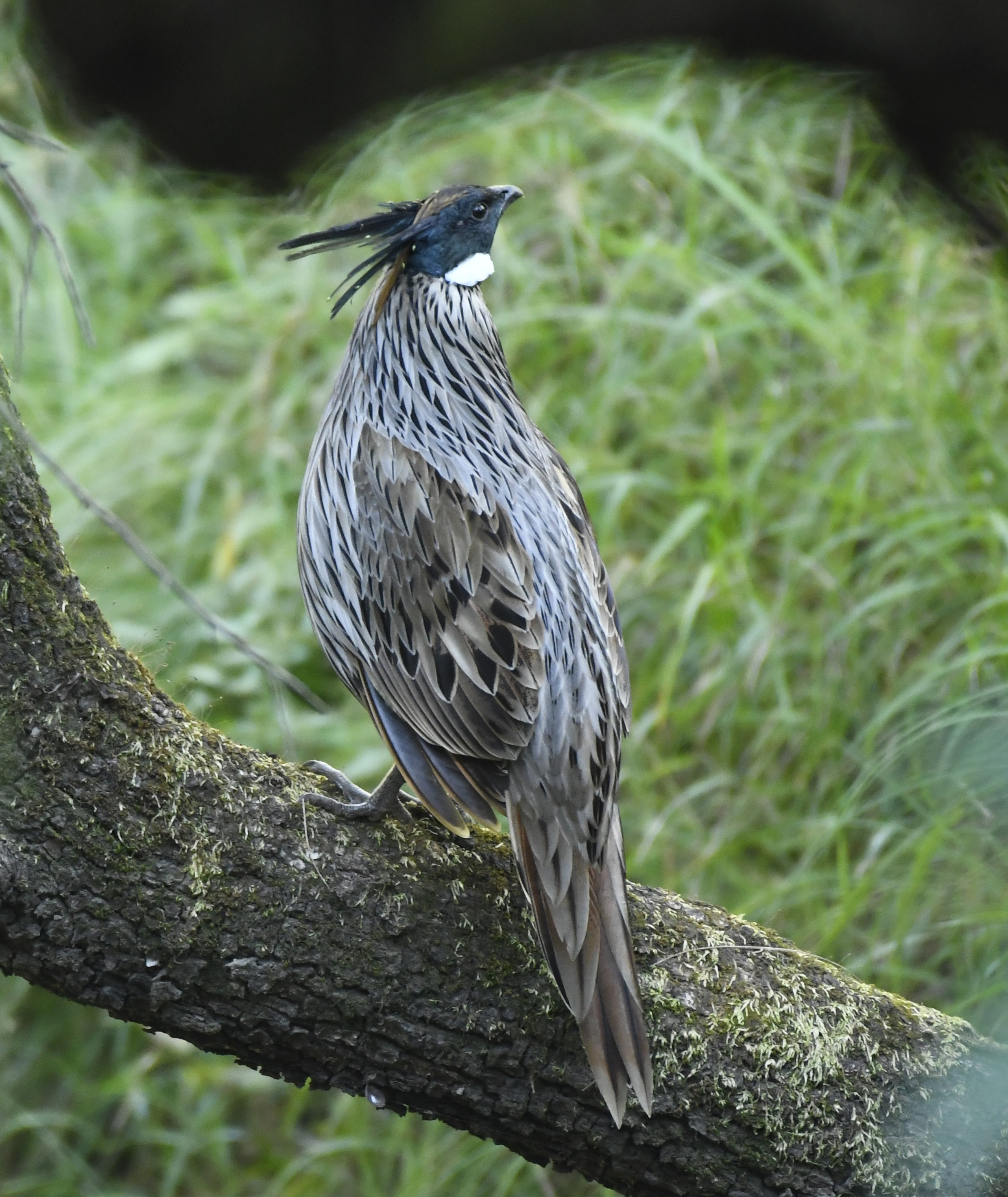
Pucrasia macrolopha macrolopha نر در مانیل، اوتاراکند
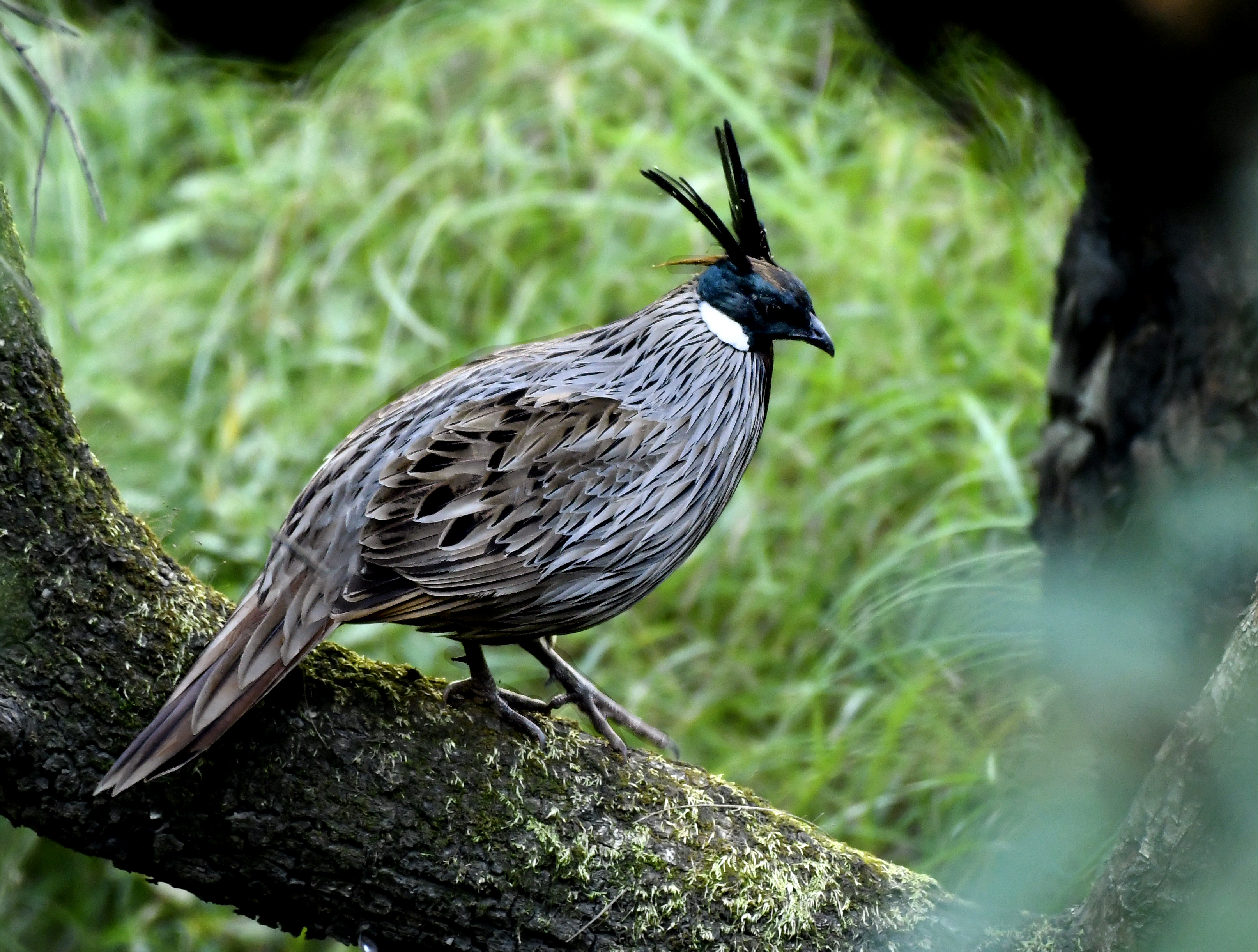
Pucrasia macrolopha macrolopha نر در مانیل، اوتاراکند
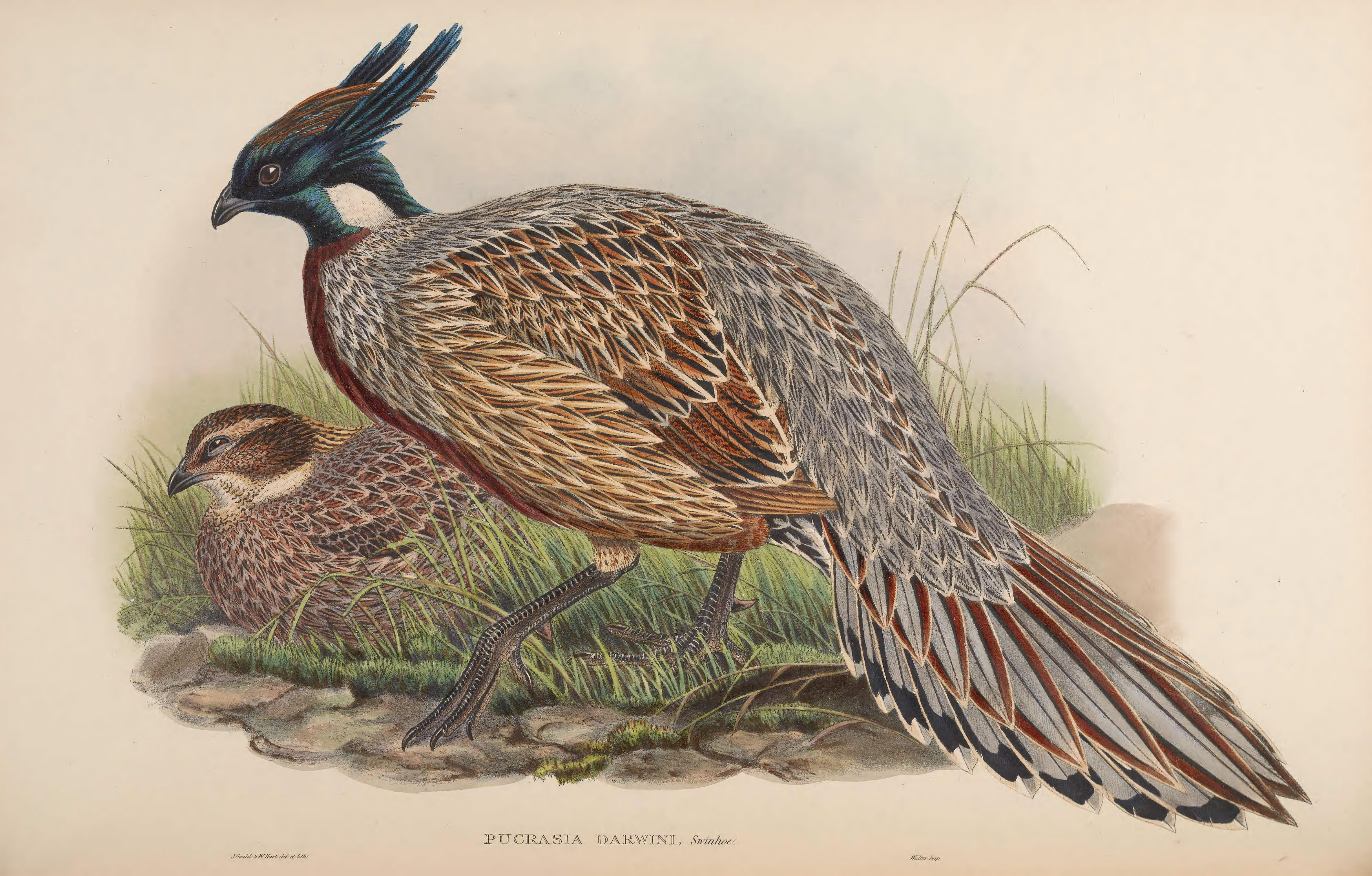